# Cadulus delicatulus
Cadulus delicatulus är en blötdjursart som beskrevs av Suter 1913. Cadulus delicatulus ingår i släktet Cadulus och familjen Gadilidae. Inga underarter finns listade i Catalogue of Life.